# Eugène Langenove
Eugène Langenove (né le 12 août 1899 à Paris 1er et mort le 3 mars 1958 à Issy-les-Moulineaux) est un joueur de football français.

## Biographie
|  |

Il participe à la finale perdue des Jeux interalliés le 29 juin 1919, face aux Tchèques.
Il est le premier footballeur français à avoir évolué en Football League (championnat d'Angleterre) lorsqu'il signe pour le Walsall FC en 1922(Georges Crozier, qui joua pour Fulham en Southern League entre 1904 et 1906, est quant à lui le premier Français à évoluer en Angleterre,).
Il participe à la finale de la coupe de France 1921 avec l'Olympique de Paris.